# Anastasiya Gríshina
Anastasia Grishina (Moscú; 16 de enero de 1996) es una gimnasta artística rusa, subcampeona olímpica en Londres 2012 en el concurso por equipos.

## Carrera deportiva
En el Campeonato Europeo celebrado en Bruselas en 2012 consiguió dos medallas de plata: en el ejercicio de barras asimétricas —tras su compatriota Viktoria Kómova— y en el concurso por equipos —por detrás de Rumania—. Poco después en los JJ. OO. de Londres volvió a ayudar a su equipo a conseguir la plata; el oro lo ganaron las estadounidenses, y el bronce las rumanas.
En el Campeonato Europeo celebrado en Moscú en 2013, logró dos medallas de bronce: concurso completo individual —tras su compatriota Aliya Mustafina y la rumana Larisa Iordache— y en la viga de equilibrio, tras las rumanas Larisa Iordache y Diana Bulimar.